# Farès Fellahi
Farès Fellahi (ur. 13 maja 1975 w Satif) – algierski piłkarz grający na pozycji napastnika.

## Kariera klubowa
Karierę piłkarską Fellahi rozpoczął w rodzinnym mieście Satif, w tamtejszym klubie USM Sétif. W latach 1993–1994 grał w jego barwach w trzeciej lidze algierskiej, a następnie odszedł do drugoligowego NA Hussein Dey. W 1995 roku odszedł stamtąd do USM Annaba i przez 2 lata grał z nim w drugiej lidze. W 1997 roku został piłkarzem ES Sétif i grał w nim do 2006, z przerwą na występy w MC Algier (jesienią 2001 roku). Kolejnym klubem w karierze Fellahiego był MSP Batna, w którym grał w sezonie 2006/2007 w drugiej lidze. Następnie odszedł do MC El Eulma i z 24 golami został królem strzelców drugiej ligi. Po tym sukcesie przeszedł latem 2008 do CA Batna, a w 2009 roku został piłkarzem USM Sétif. W 2011 przeszedł do MO Constantine.

## Kariera reprezentacyjna
W reprezentacji Algierii Fellahi zadebiutował 29 marca 2003 roku w zremisowanym 1:1 towarzyskim meczu z Angolą. W 2004 roku w Pucharze Narodów Afryki 2004 rozegrał jeden mecz, z Zimbabwe (1:2). Od 2003 do 2004 roku rozegrał w kadrze narodowej 8 spotkań i strzelił 2 gole.